# Achtergrond (verzetsblad, Hilversum)
Achtergrond: Over principieele problemen was een verzetsblad uit de Tweede Wereldoorlog, dat vanaf 10 december 1944 tot en met 1 mei 1945 in Hilversum werd uitgegeven. Het blad verscheen maandelijks in gestencilde vorm met een oplage van 100 tot 150 exemplaren. De inhoud bestond voornamelijk uit algemene artikelen en opinie-artikelen. De doelgroep bestond vooral uit studenten.
Op het moment dat het contact met de landelijke bladen vrijwel verbroken was, werd het blad uitgegeven door V.O. (Verenigde Organisaties). V.O. kwam voort uit het Hilversumse Studenten Dispuut 'Polyhymnia'. De leiding was in handen van L. Weinberg. De hoofdartikelen werden geschreven door de oudere deskundigen: Drs A. H. M. (Guus) Albregts en dr. H. Y. Groenewegen. De overige artikelen werden geschreven door J. Ensink en J. Snijders. Andere bij de uitgaven betrokken personen waren W. Drechsel, B. Franken, mej. L. Matser en mej. E. Prins.

## Betrokken personen
- L. Matser
- E. Prins
- J. Snijders
- L. Weinberg
- A.H.M. (Guus) Albregts
- W. Drechsel
- J. Ensink
- B. Franken
- H.Y. Groenewegen